# Valle de Tobalina
Valle de Tobalina és un municipi de la província de Burgos, a la comunitat autònoma de Castella i Lleó. Limita al sud amb La Bureba, a l'oest amb la Merindad Cuesta Urria i a l'est amb Miranda de Ebro.

## Demografia
| 1991 | 1996 | 2001 | 2004 |
| ---- | ---- | ---- | ---- |
| 1088 | 1096 | 1048 | 1069 |

## Situació administrativa
Està format per les entitats locals menors de:
| - Barcina del Barco - Bascuñuelos - Cuezva - Gabanes - Garoña - Herrán - Leciñana | - Lomana - Lozares de Tobalina - Mijaralengua - Montejo de Cebas - Montejo de San Miguel - Orbañanos - La Orden | - Pangusión - Pedrosa de Tobalina - La Prada - Quintana María - Quintana Martín Galíndez - Promediano - Ranedo - La Revilla de Herrán | - Rufrancos - San Martín de Don - Santa María de Garoña - Santocildes - Valujera - Las Viadas - Villaescusa |  |